# Michał Jaskólski

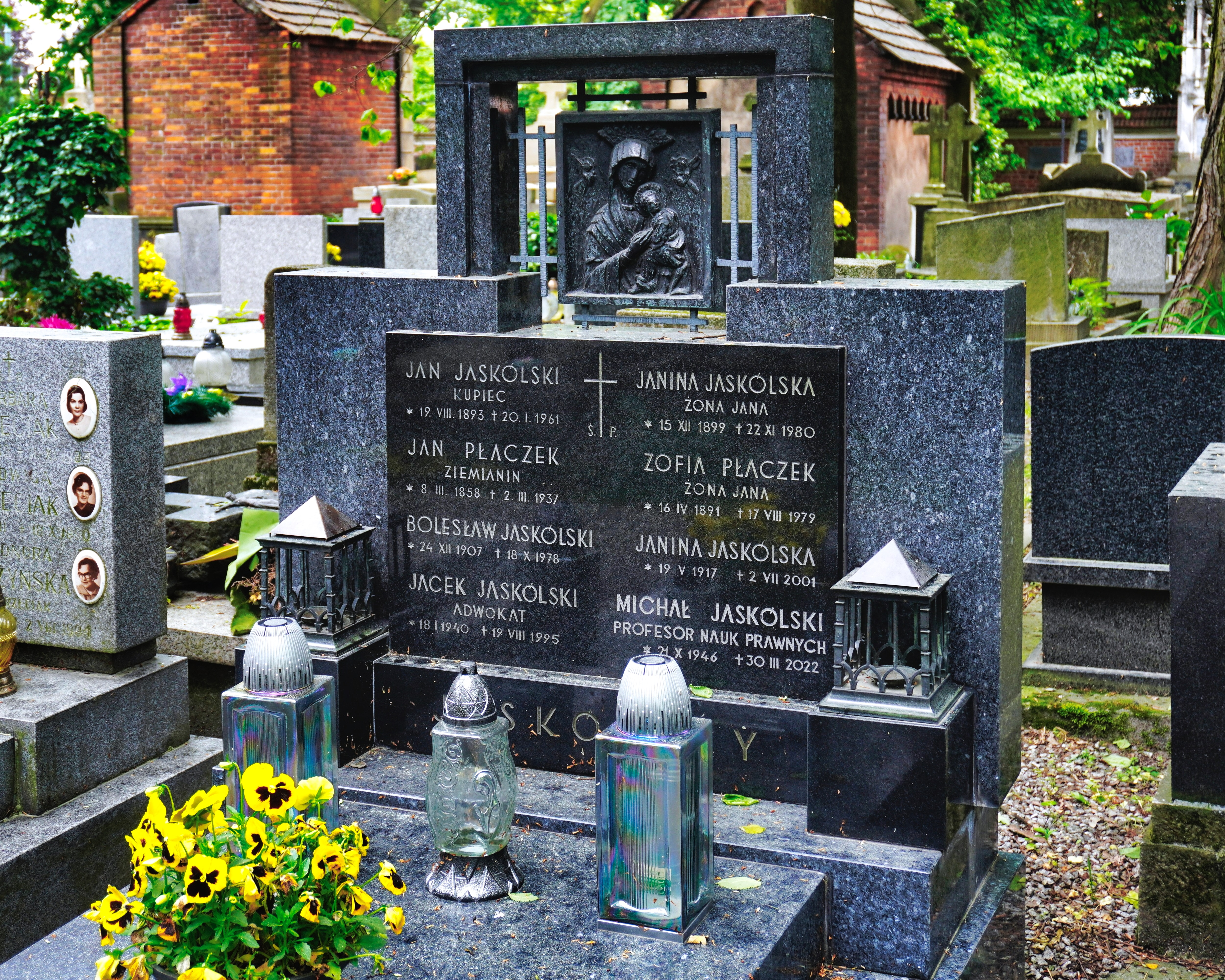
Grób Michała Jaskólskiego na cmentarzu Rakowickim

Michał Jan Jaskólski (ur. 21 października 1946 w Rzeszowie, zm. 30 marca 2022 w Krakowie) – polski prawnik i nauczyciel akademicki, profesor nauk prawnych, specjalista w zakresie historii myśli liberalnej i konserwatywnej oraz w historii polskiej myśli politycznej.

## Życiorys
Syn Bolesława i Janiny. W 1948 jego rodzice przenieśli się do Krakowa, w mieście tym Michał Jaskólski uczył się w Szkole Podstawowej nr 16 (1953–1960) i V Liceum Ogólnokształcącym im. Augusta Witkowskiego (1960–1964).
W 1969 ukończył studia prawnicze na Uniwersytecie Jagiellońskim. Jego praca magisterska pt. Prawo natury a koncepcja rozwoju społecznego Hugona Kołłątaja, przygotowana na seminarium Konstantego Grzybowskiego (ucznia Władysława L. Jaworskiego, związanego przed II wojną światową z konserwatywnym nurtem politycznym), dotyczyła kluczowego kryterium oceny przemian politycznych w myśli zachowawczej. Udział w tym seminarium przyczynił się do ukształtowania jego zainteresowań naukowych. Następnie pracował jako stażysta w WSS „Społem” (1969–1971) i jako referent w Prezydium Rady Narodowej Miasta Krakowa (1971–1972). W 1971 zawarł małżeństwo z prawniczką Lucyną Jachimowską. W tym samym roku wstąpił do Polskiej Zjednoczonej Partii Robotniczej. W 1972 złożył egzamin sędziowski i został przyjęty na studia trzeciego stopnia w ramach Międzywydziałowego Studium Doktoranckiego Nauk Politycznych UJ.
W marcu 1976 obronił rozprawę doktorską z zakresu nauk politycznych (specjalność: historia doktryn politycznych) pt. Myśl polityczno-prawna Władysława L. Jaworskiego (w świetle Projektu Konstytucji z 1928 roku), napisaną pod kierunkiem Marka Sobolewskiego (recenzenta swojej pracy magisterskiej) i zrecenzowaną przez Eugeniusza Zwierzchowskiego oraz Stanisława Grodziskiego. Ukazał w niej Władysława L. Jaworskiego jako teoretyka autorytarnej koncepcji ustrojowej, która zamykała ewolucję ideową konserwatystów krakowskich i przyjęła się pod postacią konstytucji kwietniowej, a ówcześnie kojarzona była z V Republiką Francuską. Po doktoracie został zatrudniony w Zakładzie Współczesnych Ruchów i Myśli Politycznej Instytutu Nauk Politycznych na Wydziale Prawa i Administracji UJ na stanowisku starszego asystenta, a od 1978 na stanowisku adiunkta. W latach 1977–1979 otrzymał trzykrotnie nagrodę rektora za aktywność dydaktyczną. Kontynuował współpracę z Markiem Sobolewskim. Przystąpił do Polskiego Towarzystwa Historycznego, został sekretarzem czasopisma „Historyka”.
W 1981 opublikował rozprawę habilitacyjną, zrecenzowaną przez Kazimierza Opałka, Stefana Kieniewicza i Henryka Olszewskiego, w której opracował pierwsze całościowe studium myśli politycznej konserwatystów krakowskich od założenia „Przeglądu Polskiego”, organu „stańczyków”, do przeniesienia redakcji „Czasu” do Warszawy. Na jej podstawie uzyskał w następnym roku stopień doktora habilitowanego nauk prawnych w zakresie historii doktryn politycznych i prawnych na Wydziale Prawa i Administracji UJ. 1 grudnia 1982 objął stanowisko docenta. W 1983 został kierownikiem Zakładu Historii Doktryn Politycznych i Prawnych, a w 1991 kierownikiem Katedry Historii Doktryn Politycznych i Prawnych. Funkcję tę sprawował do 1992, a później ponownie od 1996 do 2017. Prowadził zajęcia dla studentów politologii.
Od 1 września 1987 do 30 listopada 1990 pełnił funkcję prodziekana Wydziału Prawa i Administracji UJ. 10 lipca 1990 otrzymał tytuł profesora nauk prawnych. Objął stanowisko profesora nadzwyczajnego, a także podjął pracę w wymiarze jednej trzeciej etatu w Instytucie Nauk Politycznych Polskiej Akademii Nauk. W latach 1990–1996 zasiadał w Senacie UJ. Był pomysłodawcą i kierownikiem projektu opracowania Słownika historii doktryn politycznych (1997–2015), który powstał w jego katedrze. W 2001 został mianowany profesorem zwyczajnym. Przeszedł formalnie na emeryturę w 2012, lecz kontynuował wykonywanie obowiązków dydaktycznych i pełnienie funkcji kierownika katedry na UJ na podstawie umowy o pracę do 2017 na pełnym etacie. Następnie do 2018 pracował jako nauczyciel akademicki w wymiarze jednej drugiej etatu.
Został pochowany obok swoich rodziców na cmentarzu Rakowickim.

## Poglądy
Ze współczesnych sobie polskich opracowań teorii nauk historycznych cenił jedynie Metodologii historii zarys krytyczny Wandy Moszczeńskiej (1968), a spośród nurtów na świecie – szkołę Annales. Uważał Fantomowe ciało króla Jana Sowy (2011) za przykład dobrej pracy syntetycznej.

## Odznaczenia
Odznaczony Krzyżem Kawalerskim (2004) i Oficerskim (2012) Krzyżem Oficerskim Orderu Odrodzenia Polski. Wyróżniony również Medalem Komisji Edukacji Narodowej (1992).

## Wybrane publikacje
Autor
- Historia – naród – państwo. Zarys syntezy myśli politycznej konserwatystów krakowskich w latach 1866–1934, Uniwersytet Jagielloński, Kraków 1981
- Szkice o historii doktryn politycznych i prawnych, PWN, Kraków 1985
- Między normatywizmem i uniwersalizmem. Myśl prawno-polityczna Władysława L. Jaworskiego, Zakład Narodowy im. Ossolińskich, Wrocław 1988
- Konserwatyzm – nacjonalizm. Studia nad konfrontacjami ideowymi konserwatyzmu krakowskiego i demokracji narodowej przed 1914 r., Uniwersytet Jagielloński, Kraków 1989
- Kaduceus polski. Myśl polityczna konserwatystów krakowskich 1866–1934, PWN, Warszawa 1990 (wznowienie: Ośrodek Myśli Politycznej, Kraków 2014)
- 13 różnych esejów o historii myśli politycznej i nie tylko, Wolters Kluwer, Warszawa 2013
- 12 esejów. Idee i ludzie, Wolters Kluwer, Warszawa 2023

Redaktor naukowy
- Z zagadnień filozofii społecznej. Zapiski myśli humanistycznej SENS, Uniwersytet Jagielloński, Kraków 1989
- Władysław Leopold Jaworski, O prawie, państwie i konstytucji, Wydawnictwo Sejmowe, Warszawa 1996
- Słownik historii doktryn politycznych, 6 t. (od t. 4 z Krystyną Chojnicką), Wydawnictwo Sejmowe, Warszawa 1997–2015
- Myśl polityczna od historii do współczesności. Księga dedykowana profesorowi Markowi Waldenbergowi (z Barbarą Stoczewską), Księgarnia Akademicka, Kraków 2000
- Marek Sobolewski, Pisma nieznane i rozproszone (z Krystyną Chojnicką), Wydawnictwo Uniwersytetu Jagiellońskiego, Kraków 2003
- Demokracja a elitaryzm władzy. Wybór źródeł i opracowań (z Krystyną Chojnicką i Arkadym Rzegockim), wydawca b.d., Kraków 2007[a]
- Myślenie o polityce i prawie. Przedmiot, metoda, praktyka (z Iwoną Barwicką-Tylek, Agnieszką Czarnecką i Jackiem Malczewskim), Wolters Kluwer, Warszawa 2015